# Сдвиг Яковлева

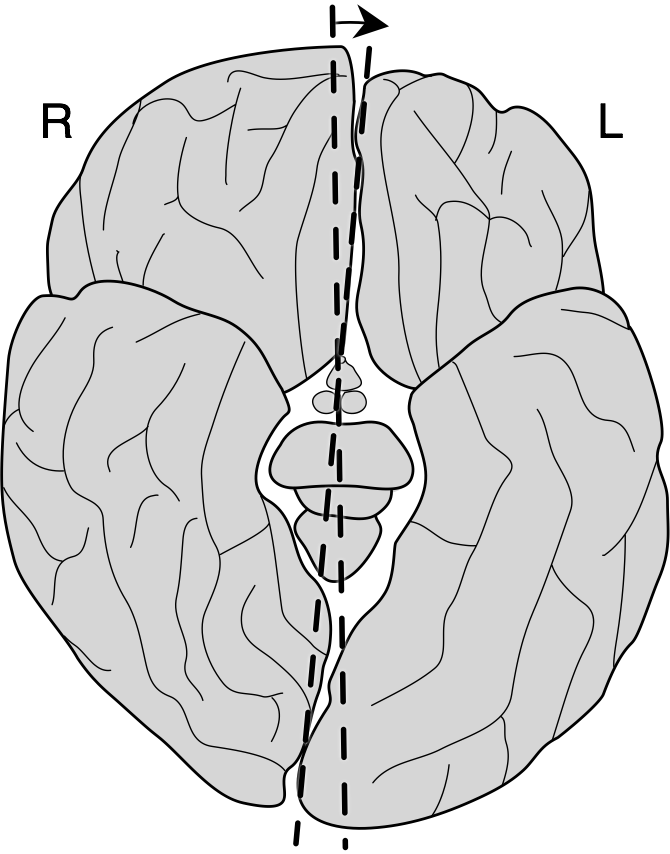
Сдвиг Яковлева.
Перерисовано из Toga & Thompson. Mapping brain asymmetry. Nat. Rev. Neurosci. 4, 37-48 (2003). doi: 10.1038/nrn1009.

Сдвиг Яковлева — феномен двойной асимметрии мозга. Его выделил и описал, работавший в Гарвардской медицинской школе, русско-американский невролог Павел Иванович Яковлев (англ. Paul Ivan Yakovlev, 1894—1983). Феномен заключается в том, что два полушария мозга не являются симметричными, зеркальным отражением друг друга. Лобная доля правого полушария шире левой лобной доли и выступает вперед, «выпирает» за неё. В то же время затылочная доля левого полушария шире правой затылочной доли, выступает назад, слегка за неё «выпирает». Благодаря этому мозг выглядит как подвергнувшийся действию силы, скручивающей его против часовой стрелки.

## Ранние представления
На ранних этапах развития анатомии существовало представление о симметричном строении некоторых органов, в том числе и мозга. Правое и левое полушария рассматривались как подобные, одинаковые, включающие симметричные структуры. С развитием наук, заинтересованных изучением строения мозга, стали очевидными не только структурные, но и биохимические различия между полушариями.

## Половые различия
Асимметрия полушарий, обозначенная как сдвиг Яковлева, наблюдалась уже у ископаемого человека. Также показано, что различия в строении, организации лобных и затылочных долей двух полушарий мужчин выражены больше, чем у женщин. Описание данного феномена входит в разделы межполушарная асимметрия и половые различия в строении мозга.